# Lepanthes dodiana
Lepanthes dodiana är en orkidéart som beskrevs av Stimson. Lepanthes dodiana ingår i släktet Lepanthes och familjen orkidéer. Inga underarter finns listade i Catalogue of Life.